# Apamea genialis
Apamea genialis là một loài bướm đêm thuộc họ Noctuidae. Nó được tìm thấy ở Bắc Mỹ, bao gồm California.
Ấu trùng ăn các loài Poaceae.